# Hannaches
Hannaches település Franciaországban, Oise megyében. Lakosainak száma 130 fő (2022. január 1.). Hannaches Buicourt, Hécourt, Senantes, Ferrières-en-Bray, Villers-sur-Auchy és Wambez községekkel határos.

## Népesség
A település népességének változása:
| Lakosok száma | 159  | 148  | 144  | 141  | 140  | 138  | 135  | 133  | 130  |
|               | 2013 | 2015 | 2016 | 2017 | 2018 | 2019 | 2020 | 2021 | 2022 |